# Милаш, Петар
Петар Милаш (хорв. Petar Milas; род. 28 августа 1995, Сплит, Хорватия) — хорватский боксёр-профессионал, выступающий в первой тяжёлой, в бриджервейте, и в тяжёлой весовых категориях. Среди профессионалов бывший чемпион Средиземноморья по версии WBC Mediterranean (2018—2021) и чемпион по версии IBO International (2018—2019) в тяжёлом весе.
Лучшая позиция по рейтингу BoxRec — 29-ю (сентябрь 2019) и является 2-м среди хорватских боксёров (после Филипа Хрговича) в тяжёлой весовой категории, а по рейтингам основных международных боксёрских организаций занял: 26-ю строчку рейтинга WBC, — войдя в ТОП-30 лучших тяжеловесов всего мира.

## Биография
Родился 28 августа 1995 года в городе Сплит, в Хорватии.

## Профессиональная карьера
Дебют на профессиональном ринге Милаша состоялся 8 декабря 2015 года в родном городе Сплит (Хорватия), в 1-й тяжёлой весовой категории, когда он в 1-м раунде техническим нокаутом победил соотечественника Марина Зулума (0-6).
10 марта 2018 года Петар отобрал титул чемпиона по версии IBO International победив техническим нокаутом в 8-м раунде 38-летнего опытного американского гейткипера Кевина Джонсона (32-8-1).
10 сентября 2021 года Петар досрочно техническим нокаутом в 7-м раунде проиграл опытному французу Тони Йока (10-0).
Вернулся 30 сентября 2022 года победив чеха Павла Соура (15-11) во втором раунде техническим нокаутом
6-го июля 2024 года в родном городе Сплит победил нокаутом в 3-м раунде польского джорнимэна Якуба Сосински (8-6-1)

## Таблица профессиональных поединков
В таблице перечислены результаты всех поединков боксёров.
В каждой строке указан результат поединка. Дополнительно номер поединка обозначен цветом, который обозначает итог поединка. Расшифровка обозначений и цветов представлена в нижеследующей таблице.
| Пример | Расшифровка                     |
| ------ | ------------------------------- |
|        | Победа                          |
|        | Ничья                           |
|        | Поражение                       |
|        | Планируемый поединок            |
|        | Поединок признан несостоявшимся |
| КО     | Нокаут                          |
| ТКО    | Технический нокаут              |
| PTS    | Решение судей (по очкам)        |
| UD     | Единогласное решение судей      |
| MD     | Решение большинства судей       |
| SD     | Раздельное решение судей        |
| RTD    | Отказ от продолжения боя        |
| DQ     | Дисквалификация                 |
| NC     | Поединок признан несостоявшимся |

| 18 поединков, 17 побед (13 нокаутом), 1 поражение.   | 18 поединков, 17 побед (13 нокаутом), 1 поражение. | 18 поединков, 17 побед (13 нокаутом), 1 поражение. | 18 поединков, 17 побед (13 нокаутом), 1 поражение. | 18 поединков, 17 побед (13 нокаутом), 1 поражение.           | 18 поединков, 17 побед (13 нокаутом), 1 поражение. | 18 поединков, 17 побед (13 нокаутом), 1 поражение.                                                                |
| Бой                                                  | Рекорд                                             | Дата боя                                           | Соперник                                           | Место проведения боя                                         | Раундов                                            | Дополнительно |
| ---------------------------------------------------- | -------------------------------------------------- | -------------------------------------------------- | -------------------------------------------------- | ------------------------------------------------------------ | -------------------------------------------------- | --- |
| 17                                                   | 16(12)-1                                           | 30 сентября 2022                                   | Павел Соур (15-11)                                 | CK Eventcenter, Бергкамен, Северный Рейн-Вестфалия, Германия | TKO 2 (8), 1:59                                    | |
| 16                                                   | 15(11)-1                                           | 10 сентября 2021                                   | Тони Йока (10-0)                                   | Стадион Ролан Гаррос, Париж, Франция                         | TKO 7 (10)                                         | |
| 15                                                   | 15(11)-0                                           | 26 октября 2019                                    | Джонни Мюллер (21-8-2)                             | Maritim Hotel, Тиргартен, Берлин, Германия                   | UD 8 (8)                                           | Счёт: 80-72, 79-73, 78-76.                                                                                        |
| 14                                                   | 14(11)-0                                           | 6 апреля 2019                                      | Денис Бахтов (39-14)                               | Унтершлайсхайм, Верхняя Бавария, Германия                    | TKO 6 (10), 1:51                                   | |
| 13                                                   | 13(10)-0                                           | 6 октября 2018                                     | Мирко Тинтор (14-1-1)                              | Траунройт, Бавария, Германия                                 | KO 4 (10), 1:29                                    | Завоевал вакантный титул чемпиона Средиземноморья по версии WBC Mediterranean в тяжёлом весе.                     |
| 12                                                   | 12(9)-0                                            | 16 июня 2018                                       | Франческо Пьянета (35-3-1)                         | Мюнхен, Германия                                             | UD 10 (10)                                         | Счёт: 99-91, 97-93, 96-94. Защитил титул чемпиона по версии IBO International (1-я защита Милаша) в тяжёлом весе. |
| 11                                                   | 11(9)-0                                            | 10 марта 2018                                      | Кевин Джонсон (32-8-1)                             | Браунлаге, Нижняя Саксония, Германия                         | TKO 8 (10), 0:45                                   | Завоевал титул чемпиона по версии IBO International в тяжёлом весе.                                               |
| 10                                                   | 10(8)-0                                            | 16 декабря 2017                                    | Андраш Чомор (18-17-2)                             | Messehalle, Штраубинг, Бавария, Германия                     | KO 1 (8), 1:41                                     | |
| Перешёл в тяжёлый вес — 200 фунтов (свыше 90,72 кг). |                                                    |                                                    |                                                    |                                                              |                                                    | |
| 9                                                    | 9(7)-0                                             | 17 июня 2017                                       | Синиса Кондич (1-1)                                | TuS Halle, Траунройт, Бавария, Германия                      | TKO 1 (6), 1:08                                    | |
| Бой                                                  | Рекорд                                             | Дата боя                                           | Соперник                                           | Место проведения боя                                         | Раундов                                            | Дополнительно |